# La Légende de Paul et Paula
Pour plus de détails, voir Fiche technique et Distribution.
La Légende de Paul et Paula (Die Legende von Paul und Paula) est un film est-allemand réalisé par Heiner Carow sorti en 1973.

## Synopsis
Paul vit un mariage malheureux. Paula est une femme indépendante qui vit sa vie comme elle l'entend avec ses deux enfants dans un petit appartement. Leur rencontre dans un bar est un coup de foudre. Alors que Paula est enthousiaste, Paul est distant, il veut préserver l'apparence de son mariage et protéger ainsi sa carrière. Il peut profiter de beaux moments, mais l'adultère et ses conséquences l'inquiètent. Ce n'est que lorsque Paula perd l'un de ses fils dans un accident et s'éloigne de lui qu'il ressent l'amour qu'il lui porte et décide de se lancer. Ils deviennent un couple. Peu de temps après, Paula tombe enceinte. Les médecins sont convaincus que Paula ne survivra pas, pour des raisons de santé, à la naissance de son troisième enfant. Paula décide de garder l'enfant et meurt en couches.

## Fiche technique
Sauf indication contraire, les informations mentionnées dans cette section peuvent être confirmées par la base de données cinématographiques IMDb,  présente dans la section « Liens externes ».
- Titre original : Die Legende von Paul und Paula
- Titre français : La Légende de Paul et Paula[1]
- Réalisation : Heiner Carow
- Assistantes à la réalisation : Eleonore Dressel, Irmgard Maass
- Scénario : Ulrich Plenzdorf, Heiner Carow
- Musique : Peter Gotthardt (de)
- Direction artistique : Harry Leupold (de)
- Costumes : Barbara Braumann
- Photographie : Jürgen Brauer (de)
- Son : Werner Blass
- Montage : Evelyn Carow (de)
- Producteur : Erich Albrecht
- Sociétés de production : DEFA
- Société de distribution : VEB Progress Film-Vertrieb
- Pays de production :  Allemagne de l'Est
- Langue : allemand
- Format : Couleurs - 1,66:1 - Stéréo - 35 mm
- Genre : Drame
- Durée : 105 minutes
- Dates de sortie :
  - RDA : 14 mars 1973.
  - Allemagne de l'Ouest : 14 mars 1974.
  - France : Diffusion à la télévision.

## Distribution
- Angelica Domröse : Paula
- Winfried Glatzeder : Paul
- Heidemarie Wenzel (de) : la Belle (Ines, la femme de Paul)
- Fred Delmare : Reifen-Saft
- Jürgen Frohriep : Martin le blond
- Dietmar Richter-Reinick (de) : un ami
- Eva-Maria Hagen : la blonde
- Rolf Ludwig (de) : le docteur
- Christian Steyer : Colli

## Histoire
Le film est au départ un projet du scénariste Ulrich Plenzdorf et de la réalisatrice Ingrid Reschke, mais cette dernière meurt en mai 1971 dans un accident de voiture sans avoir pu mener le projet à bien. Heiner Carow la remplace alors.
Le film est un succès avec environ trois millions de spectateurs en RDA. Mais le film faillit ne pas se faire s'il n'y avait pas l'accord d'Erich Honecker pour le diffuser auprès des jeunes après le succès de l'avant-première lors du festival qui leur est consacré. Les acteurs principaux Angelica Domröse (Paula) et Winfried Glatzeder (Paul) incarnent la recherche romantique, le bonheur personnel dans la vie par le dévouement à l'amour, l'abandon après une rupture. Ces références métaphoriques sont initialement critiqués par rapport à l'idéologie communiste. Ainsi le comité de censure de la DEFA impose une fin tragique plutôt qu'une happy end.
Le film contribue au succès du groupe Puhdys. Après Türen öffnen sich zur Stadt (1971) et Geh dem Wind nicht aus dem Wege (1972), les chansons Geh zu ihr et Wenn ein Mensch lebt, composées par Peter Gotthardt (de), sont les premiers tubes du groupe. Ulrich Plenzdorf écrit les textes en reprenant des versets du Cantique des Cantiques et de l'Ecclésiaste. Ces deux chansons ont des similitudes avec des chansons anglophones, Look Wot You Dun de Slade et Spicks and Specks des Bee Gees.
Dans le livret du CD publié après la chute du mur de Berlin, Gotthardt dit avoir eu un modèle pour Paul : un jeune assistant personnel d'un fonctionnaire du SED qui perdra la vie au moment de l'affaire Werner Lamberz en mars 1978.
Ulrich Plenzdorf s'inspirera du succès du film Love story pour un roman publié en 1979, Die Legende vom Glück ohne Ende (La Légende du bonheur sans fin), qui représente une suite au film : Après la mort de Paula, Paul rencontre Laura, qui ressemble fortement à Paula. Elle l'aide à surmonter sa dépression, mais les deux ne trouvent pas le bonheur.
Un film culte de la RDA

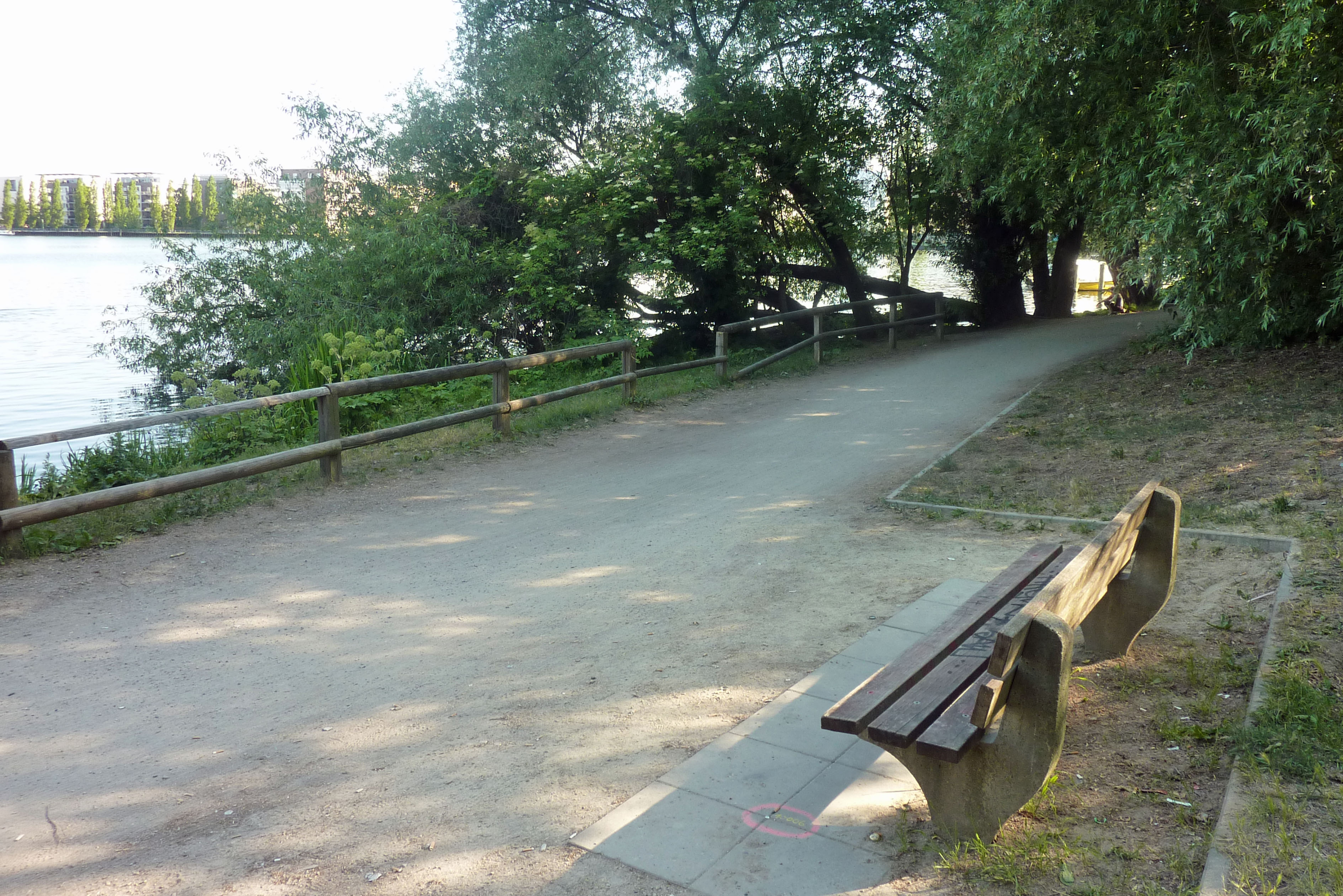
Paul-und-Paula-Ufer, avant la rénovation en 2011

Après la fuite vers l'ouest des deux acteurs principaux au début des années 1980, le film est interdit de diffusion à la télévision mais passe parfois dans quelques salles. En 1993, pour les vingt ans de la sortie du film, une soirée est organisée en présence des acteurs principaux et des Puhdys pour sa ressortie. En Allemagne de l'Est, le film est devenu un film culte. Paul et Paula est le signe d'une première vague d'Ostalgie dans les années 1990. Une partie du chemin le long du Rummelsburger See (de), où une scène fut tournée, est baptisée en 1998 "Paul-und-Paula-Ufer". Pour les amoureux, il y avait jusqu'en 2012 un banc "Paul et Paula", avant que la rive soit sécurisée avec des palplanches en acier et le chemin recouvert par de l'asphalte.
Dans Sonnenallee de Leander Haußmann, sorti en 1999, on voit un appartement habité par "Paul et Paula". Micha, le personnage principal, rencontre Winfried Glatzeder qui lui ouvre la porte.
Dans son album Die Suche geht weiter paru en 2008, le duo berlinois Rosenstolz reprend pour le titre Ich bin mein Haus, la musique d'introduction du film.
Ludger Vollmer (de) compose la comédie musicale Paul und Paula oder die Legende vom Glück ohne Ende d'après le livre édité en 1979. Il reprend aussi des éléments du film, juste avant la mort de Paula. La première est donnée au Theater Nordhausen (de) en 2004. Le baryton Thomas Kohl et la mezzo-soprano Anja Daniela Wagner tiennent les rôles de Paul et de Paula/Laura.
Dans le cadre d'une rétrospective Rebel with a Cause: The Cinema of East Germany au Museum of Modern Art en 2005, Die Legende von Paul und Paula est diffusé à New York.